# Ann Lee
Ann Lee (właściwie: Ann Lee-Standley, ur. 29 lutego 1736 w Manchesterze, zm. 8 września 1784 w Watervliet) – angielska reformatorka religijna, założycielka grupy religijnej szejkersów, uznana przez współwyznawców za "żeńską manifestację" Boga.
Stworzyła wyjątkowe wyznanie protestanckie, łączące antyseksualizm z komunizmem chrześcijańskim i równouprawnieniem kobiet.
Była córką kowala i wychowała się w religii kwakrów. Mimo że czuła odrazę do małżeństwa i pragnęła zachować dziewictwo, rodzice zmusili ją do wyjścia za mąż za Abrahama Standleya, z którym miała czworo dzieci. W tym związku była nieszczęśliwa, a wszystkie jej dzieci wkrótce zmarły. To utwierdziło ją w przekonaniu, że małżeństwo stanowi przeszkodę na drodze do Boga. Połączyła to przekonanie z indywidualistyczną i pietystyczną teologią kwakrów oraz z wiarą w bliskie nadejście Chrystusa i koniecznością walki z grzechem.
Wkrótce zafascynowała grupę kwakrów swoimi objawieniami według których tylko celibat i publiczne wyznanie grzechów zapewnią zbawienie i pozwolą zbudować Królestwo Boże na Ziemi. Jej niekonwencjonalne zachowanie (drgawki, tańce i krzyki) oraz proroctwa sprawiły, że była kilkakrotnie aresztowana za bluźnierstwo. Przejawiała "nadnaturalne" zdolności, np. mówiąc przez 4 godziny w 72 językach oraz uzdrawiając chorych dotknięciem ręki.
Około 1770 została ogłoszona przez grupę zwolenników "Matką rzeczy duchowych", a sama nazywała się "Anną-Słowem" lub "Matką Anną". W 1774 wraz z 8 współwyznawcami (byli wśród nich: jej mąż, który wkrótce ją porzucił, jej brat i bratanica) przybyła do Nowego Jorku, skąd po 2 latach przeniosła się do nowo utworzonej wspólnoty szejkerskiej w Niskayuna, gdzie otoczono ją czcią niemal boską jako wcielenie doskonałości Boga w postaci kobiety.
Tam zmarła i została pochowana. Grób zachował się do dzisiaj, chociaż osada została zburzona, a na jej terenie zbudowano lotnisko.